# Aleuropteryx teleki
Aleuropteryx teleki is een insect uit de familie van de dwerggaasvliegen (Coniopterygidae), die tot de orde netvleugeligen (Neuroptera) behoort. 
De wetenschappelijke naam Aleuropteryx teleki is voor het eerst geldig gepubliceerd door Sziráki in 1990.